# Palác Grlečićů–Jelačićů
Palác Grlečićů–Jelačićů (chorvatsky Palača Grlečić-Jelačić) se nachází v chorvatském hlavním městě Záhřebu, na náměstí svatého Marka (ev. č. 9). Je to kulturní památka. Je evidována v katalogu chorvatských kulturních památek pod číslem Z-641. V 21. století bylo vlastníkem budovy Městské muzeum v Záhřebu.
Stavba, která se nachází v blízkosti chorvatského parlamentu (Sabor) na Horním městě (chorvatsky Gornji Grad) je historicky známá díky interiérům zdobeným nápadnými a velkými obrazy. Nápadné jsou rovněž i balustrády u schodiště v interiéru, které vznikly nejspíše již v 18. století. Na nádvoří paláce byl umístěn bronzový reliéf, který se nacházel dříve u hlavního nádraží.
Palác vznikl nejspíše v druhé polovině 18. století. Pozemek s malým domem odkoupil od původních vlastníků vojenský důstojník Nikola Fridrik Grlečić (podle něhož má palác svůj název) a nechal jej přebudovat do podoby reprezentativního sídla.[zdroj?] V roce 1784 jej odkoupil šlechtický rod Jelačićů, podle nichž má palác část svého názvu. Později se vlastníci ještě střídali, než byla stavba v 80. let prodána městu Záhřebu a to ji dalo do správy místnímu muzeu. 
Ve 20. a 21. století však i přes památkovou ochranu byla vystavena zubu času a chátrala.